# Hoxie (Arkansas)
Pour les articles homonymes, voir Hoxie.
Hoxie est une ville américaine  située dans le comté de Lawrence, dans l’État de l’Arkansas. Sa population était de 2 817 habitants lors du recensement de 2000, estimée à 2 771 en 2003. C’est la ville sœur de Walnut Ridge, le siège du comté.
La ville doit sa naissance au chemin de fer. Elle porte le nom de H. L. Hoxie, vice-président de la Missouri Pacific Railroad.

## À noter
Hoxie a été, le 25 juin 1954, la première municipalité de l’État à accepter des écoliers noirs dans la même école que les élèves blancs. Deux autres villes en ont fait autant à l’époque mais Hoxie a été la seule à le faire publiquement. L’arrêt de la Cour suprême des États-Unis (arrêt 347 U.S. 483) Brown et autres contre le bureau de l’éducation de Topeka et autres avait été rendu le 17 mai. Des manifestants ont tenté de s’y opposer, en vain.

## Démographie
| 1890 | 1900 | 1910 | 1920  | 1930  | 1940  | 1950  | 1960  |
| ---- | ---- | ---- | ----- | ----- | ----- | ----- | ----- |
| 102  | 125  | 915  | 1 711 | 1 448 | 1 466 | 1 855 | 1 886 |

| 1970  | 1980  | 1990  | 2000  | 2010  | - | - | - |
| ----- | ----- | ----- | ----- | ----- | - | - | - |
| 2 265 | 2 961 | 2 676 | 2 817 | 2 780 | - | - | - |

## Source
- (en) Cet article est partiellement ou en totalité issu de l’article de Wikipédia en anglais intitulé « Hoxie, Arkansas » (voir la liste des auteurs).